# Ratko Janev
Ratko Janev (în macedoneană Ратко Jанев) (n. 30 martie 1939, Sveti Vraci, Blagoevgrad, Bulgaria – d. 31 decembrie 2019, Belgrad, Serbia) a fost un fizician atomist iugoslav și sârb și membru al Academiei Macedoniene de Științe și Arte.

## Biografie
Ratko Janev s-a născut pe 30 martie 1939 la Sveti Vraci, Bulgaria. În tinerețe s-a mutat în Iugoslavia, unde a absolvit Liceul din Skopje în 1957 și apoi a urmat studiile la Universitatea din Belgrad, unde a obținut un doctorat în 1968. Din 1965 a fost asociat al Institutului Nuclear Vinča. Din 1986 a fost șef de secție al Unității Atomice și Moleculare a Agenției Internaționale de Energie Atomică din Viena.
În 1972 Janev a devenit profesor adjunct de fizică nucleară la Universitatea din Skopie și profesor de fizică teoretică la Universitatea din Belgrad. Între 2002 și 2004 a lucrat la Departamentul de fizica plasmei al Centrului de cercetare Jülich, Germania. 
Janev a fost membru al Academiei Macedonene de Științe și Arte. În 2004, a primit premiul de cercetare al Fundației Alexander von Humboldt pentru proiectul „Modelling and Diagnostics of Fusion Edge/divertor plasma” pentru contribuții la înțelegerea plasmei la interfața rece în reactoarele de fuziune nucleară, realizate în colaborare cu Centrul de Cercetare.

## Publicații
- S.B. Zhang, J.G. Wang și R.K. Janev, Phys. Rev. Lett. 104, 023203 (2010).
- Y.K. Yang, Y. Wu, Y.Z. Qu, JG Wang, R.K. Janev și S.B. Zhang, Phys. Lett. A 383, 1929 (2019).
- J. Li, S.B. Zhang, B.J. Ye, J.G. Wang și R.K. Janev, Physics of Plasmas 23, 123511 (2016).
- R.K. Janev, S.B. Zhang și J.G. Wang, Matter and Radiation at Extremes 1, 237 (2016).
- R.K. Janev, Atomic and molecular processes in fusion edge plasmas (Springer Science, 2013).
- S.L. Zeng, L. Liu, J.G. Wang și R..K Janev, Journal of Physics B-Atomic Molecular and Optical Physics 41, 135202 (2008).
- Y.Y. Qi, J.G. Wang și R.K. Janev, Phys. Rev. A 78, 062511 (2008).
- „Atomska fizika” (Fizică atomică), 1972.
- (cu L. Presnyakow și W. Schewelko): „Physics of highly charged ions”, 1985.
- (cu Detlev Reiter): "Unified analytic representation of hydrocarbon impurity collision cross sections", în: Journal of Nuclear Materials, 2003.
- „Atomska fizika” (fizica atomică), MANU, Skopje, 2012.
- Atomic and plasma material interaction, https://books.google.com/books/about/Atomic_and_plasma_material_interaction_p.html?id=rSNRAAAAMAAJ&redir_esc=y
- Collision Processes of Hydrocarbon Species in Hydrogen Plasmas, https://www.amazon.co.uk/Collision-Processes-Hydrocarbon-Species-Hydrogen/dp/B0019T6NK2/ref=sr_1_2?s=books&ie=UTF8&qid=1349889726&s